# Karl Nessler
 (janvier 2021).
La mise en forme du texte ne suit pas les recommandations de Wikipédia : il faut le « wikifier ».
Les points d'amélioration suivants sont les cas les plus fréquents :
- Les titres sont pré-formatés par le logiciel. Ils ne sont ni en capitales, ni en gras.
- Le texte ne doit pas être écrit en capitales (les noms de famille non plus), ni en gras, ni en italique, ni en « petit »…
- Le gras n'est utilisé que pour surligner le titre de l'article dans l'introduction, une seule fois.
- L'italique est rarement utilisé : mots en langue étrangère, titres d'œuvres, noms de bateaux, etc.
- Les citations ne sont pas en italique mais en corps de texte normal. Elles sont entourées par des guillemets français : « et ».
- Les listes à puces sont à éviter, des paragraphes rédigés étant largement préférés. Les tableaux sont à réserver à la présentation de données structurées (résultats, etc.).
- Les appels de note de bas de page (petits chiffres en exposant, introduits par l'outil «  Source ») sont à placer entre la fin de phrase et le point final[comme ça].
- Les liens internes (vers d'autres articles de Wikipédia) sont à choisir avec parcimonie. Créez des liens vers des articles approfondissant le sujet. Les termes génériques sans rapport avec le sujet sont à éviter, ainsi que les répétitions de liens vers un même terme.
- Les liens externes sont à placer uniquement dans une section « Liens externes », à la fin de l'article. Ces liens sont à choisir avec parcimonie suivant les règles définies. Si un lien sert de source à l'article, son insertion dans le texte est à faire par les notes de bas de page.
- La présentation des références doit suivre les conventions bibliographiques. Il est recommandé d'utiliser les modèles {{Ouvrage}}, {{Chapitre}}, {{Article}}, {{Lien web}} et/ou {{Bibliographie}}. Le mode d'édition visuel peut mettre en forme automatiquement les références.
- Insérer une infobox (cadre d'informations à droite) n'est pas obligatoire pour parachever la mise en page.

Pour une aide détaillée, merci de consulter Aide:Wikification.
Si vous pensez que ces points ont été résolus, vous pouvez retirer ce bandeau et améliorer la mise en forme d'un autre article.

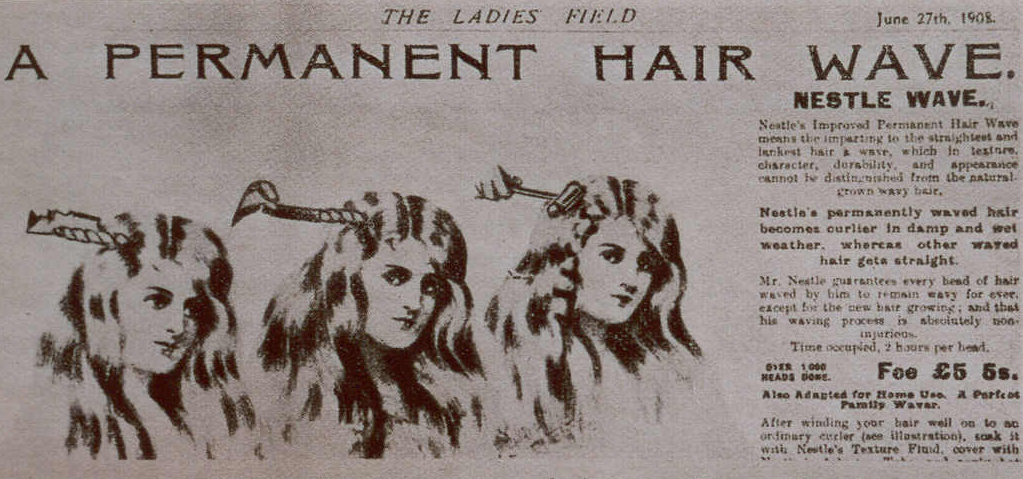
Publicité datant de 1908, parue dans The Ladies Field.

Karl Nessler,né le 2 mai 1872 à Todtnau (Allemagne) et mort le 22 janvier 1951 à Harrington Park (New Jersey, États-Unis) est l'inventeur du procédé de coiffure appelé vague permanente.

## Biographie

### Jeunesse
Karl Nessler était le fils de Rosina (née Laitner) et Bartholomäus Nessler, cordonnier à Todtnau, une petite ville située dans les hauteurs de la Forêt-Noire, au sud du Feldberg. Il eut très tôt l'idée de la vague permanente. Durant sa jeunesse, ayant parfois exercé le métier de berger, il observe que la laine, contrairement aux cheveux humains, est constamment frisée. Il remarque également que les vrilles des plantes s'enroulent naturellement avant les tempêtes de pluie. Ces observations seront décisives pour ses futures inventions.
Il débute un apprentissage chez un coiffeur du village de Schopfheim-Fahrnau, à proximité du sien, mais il abandonne après quelques mois. Il exerce ensuite différents métiers à Bâle et à Milan, apprend l'italien et le français et, finalement, déménage à Genève. Là, il travaille de nouveau comme barbier et coiffeur, et termine son apprentissage dans un élégant salon de beauté. S'adaptant à l'environnement francophone, il se fait appeler Charles Nessler et épelle souvent son patronyme Nestle. Plus tard, il s'installe à Paris, où il teste sa première permanente sur Katharina Laible, originaire de la ville d'Ulm .

### Premiers succès
Pour ce faire, Nessler divise les cheveux de Laible en trois tresses, les attachant chacune près de son cuir chevelu, en humidifiant les cheveux avec un mélange secret, et en enroulant les cheveux en spirales autour de tiges métalliques partant du crâne, à la manière de cornes. Ces tiges enroulées de tresses sont ensuite chauffées à l'aide de pinces alimentées électriquement (qu'il avait lui-même fabriquées). Les pinces devaient constamment être maintenues en place et, au début, des cloques se formèrent sur le cuir chevelu de Laible. L'effet de curling fut réussi à la troisième tentative de Nessler, lorsque les bigoudis furent longuement humidifiés. L'effet d'ondulation conserva sa tenue et fut surnommé vague permanente.

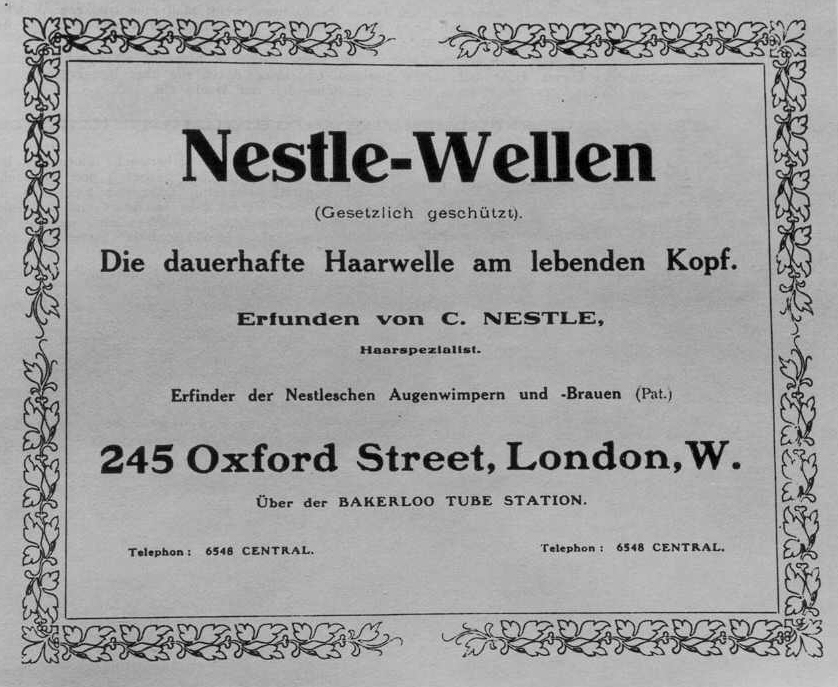
Publicité en allemand pour le salon de coiffure de Nessler, dans la très distinguée Oxford Street de Londres.

En 1902, Nessler dépose au Royaume-Uni le brevet d'une autre invention : les sourcils artificiels. Il déménage à Londres et épouse Katharina Laible. Bien que sa permanente ait été un succès immédiat à Londres, elle est mal accueillie lors d'un évènement organisé à l'intention des coiffeurs les plus en vue, le 8 octobre 1906. Cet insuccès est probablement dû au fait que les confrères de Nessler voyaient dans son invention une menace qui devait les priver de leur clientèle régulière. Sa machine à coiffer en vague permanente fut brevetée à Londres en 1909,. En 1912, certaines améliorations de son appareil sont à nouveau brevetées. En 1914, il dépose le brevet d'une dernière amélioration avant le déclenchement de la guerre.

### Émigration aux États-Unis
Lorsque la Première Guerre mondiale éclate, Nessler est emprisonné et ses biens sont confisqués, au motif que ceux-ci constituent une propriété étrangère (alien property). En 1915, il émigre aux États-Unis, où il apprend que des copies contrefaites de son invention sont déjà vendues. En avril 1919, le brevet de son bigoudi amélioré est déposé au United States Patent and Trademark Office. Il était déjà citoyen américain. Sa société, la Nestle Patent Holding Co., Inc., en détient le brevet. Il développe un appareil de permanente en kit et ouvre une chaîne de salons de coiffure. Le siège de la société se trouve dans le quartier de Manhattan. En 1927, sa chaîne compte 500 employés, avec des succursales à New York, Chicago, Detroit, Palm Beach et Philadelphie. Le budget publicitaire annuel de l'entreprise s'élève à 300 000 $.

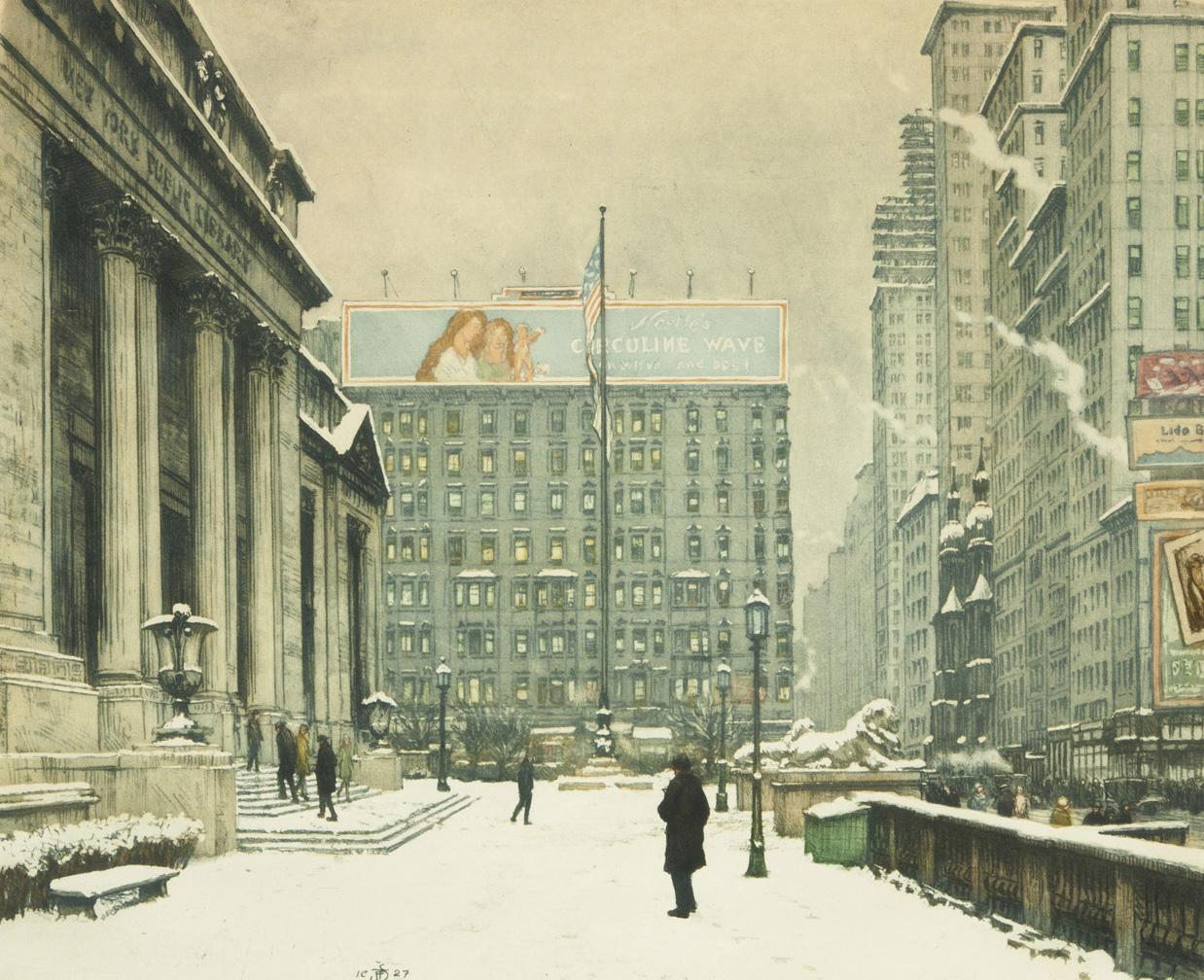
Une publicité pour la Circuline Wave de Nestle est visible à l'arrière-plan de ce tableau de Tavík František Šimon.

Nessler amassa une richesse considérable, mais il n'oublia jamais ses humbles origines. Pendant l'hyperinflation allemande du début des années 1920, il fit don de la somme respectable de 20 000 marks aux pauvres de sa ville natale. En 1928, il vend sa chaîne de salons de coiffure, ses installations de production et son réseau de distribution à la société Nestlé-Le Mur, puis investit le produit de cette vente en bourse. La même année, il signe un ouvrage intitulé The Story of Hair (New York, Boni and Liveright, 1928), dont l'auteur serait en réalité un prête-plume, Zelda Popkin, journaliste et romancière de l'époque.

### Banqueroute et dernières années
Sa fortune est presque entièrement perdue lors du krach de 1929. Durant les années suivantes, il travaille sur des méthodes de régénération cutanée, de prévention des rides et de repousse des cheveux. En 1935, sa femme, Katharina, décède. Les efforts qu'il déploie pour récupérer ses pertes financières sont entravés par l'éclatement de la Seconde Guerre mondiale, et ils ne porteront jamais vraiment leurs fruits.
Le 22 janvier 1951, Karl Nessler meurt à l'âge de 78 ans d'une crise cardiaque, à son domicile de Harrington Park, New Jersey.

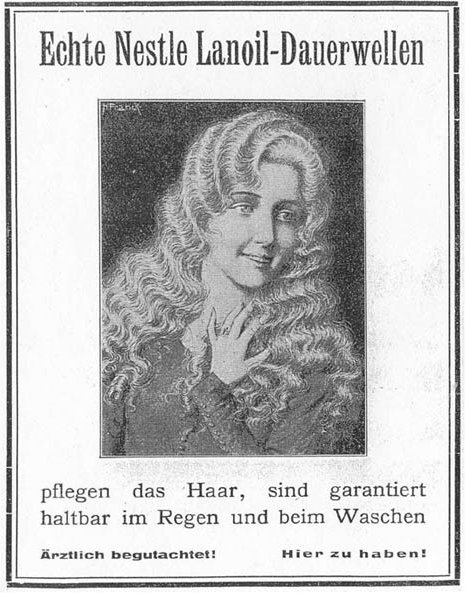
Publicité allemande du début du XX^{e} siècle pour la vague permanente.

## Honneurs
Depuis 1996, le prix Nessler est décerné triennalement à Todtnau, ville natale de Karl Ludwig Nessler. Le prix a été créé pour commémorer l'invention de la vague permanente 90 ans plus tôt. Avec 2500 euros de gain au vainqueur, c'est le prix le mieux doté en Allemagne pour récompenser un artisan. Financé par le Comité Nessler, il est décerné à une personne particulièrement méritante et dévouée au métier de la coiffure. Les lauréats sont, dans l'ordre chronologique : Alfred Preussner de Gevelsberg (1996), Erwin Schmidt de Bretten (1999), Manfred Schmock de Darmstadt (2002), Siegfried Helias de Berlin (2006), Franz Josef Küveler de Mendig / Palatinat (2011) et Günter Amann de Wehr / Baden (2016).
En octobre 2006, à l'occasion du 100e anniversaire de l'invention de la vague permanente, un musée Nessler a ouvert ses portes à Todtnau. Il est meublé comme un salon de coiffure dans le style Art Nouveau .

## Sources
1. ↑  A New or Improved Method of and Means for the Manufacture of Artificial Eyebrows, Eyelashes and the Like. British patent GB000190218723A, submitted August 26, 1902, approved November 6, 1902. US-Patent US000001450259A 1921.
2. ↑  A New or Improved Process of Waving Natural Hair on the Head. British patent GB000190902931A, submitted February 6, 1909, approved February 2, 1910.
3. ↑  Improvements in Apparatus for Use in Waving Natural Hair on the Head. British patent GB000190920597A, submitted February 6, 1909, approved February 3, 1910.
4. ↑  Improvements in Hair Curlers. British patent GB000191223357A, submitted October 12, 1912, approved June 26, 1913.
5. ↑  Improvements in or Connected with the Waving of Natural Hair on the Head. British patent GB000191408117A, submitted March 31, 1914, approved June 24, 1915.
6. ↑  US-Patent US000001400370A: Hair-Waving Apparatus, submitted April 16, 1918, approved December 13, 1921.
7. ↑  Staff. "Nessler, Invented Permanent Wave. Originator of Process Dies – Charged Customers $120 in His Own Shop Here", The New York Times, January 24, 1951. Accessed July 29, 2011. "Charles Nessler, originator of the permanent wave process, died Monday of a heart attack at his home in Harrington Park, N.J. His age was 78. He also invented false eyelashes."